# Mladen Rudonja
‎
Mladen Rudonja (nadimek Turbo Rudi), , slovenski nogometaš, * 26. julij 1971, Koper.
Rudonja je za slovensko nogometno reprezentanco nastopil na 65-ih tekmah in zanjo dosegel en zadetek. Edini zadetek v dresu slovenske reprezentance je Rudonja zabil na povratni kvalifikacijski tekmi za nastop na svetovnem prvenstvu 2002 proti Romuniji v Bukarešti, ki se je končala z 1:1. S svojim zadetkom je Sloveniji zagotovil nastop na svetovnem prvenstvu, saj se je tekma v Ljubljani končala z izidom 2:1 za Slovenijo. Rudonja je po številu nastopov za izbrano vrsto Slovenije na šestem mestu. Po navadi je igral na mestu napadalca ali levega veznega igralca.
V svoji karieri je igral za klube: Apollon, NK Koper, St-Truiden, Portsmouth F.C., NK Olimpija, od 31. marca do 7. avgusta 2007 je bil s presledkom nekaj mesecev predsednik in športni direktor kluba NK Koper, nazadnje pa je igral za NK Bežigrad.
Tudi njegov sin Roy je nogometaš.